# 사기스정
사기스정(일본어: 鷺洲町)은 일본 오사카부 니시나리군에 설치되었던 정이다. 현재의 오사카시 기타구, 후쿠시마구, 니시요도가와구, 요도가와구 일부에 해당한다.

## 교통
도카이도 본선 선로가 정내 우라에, 쓰카모토를 통과했지만, 정내에는 역이 설치되지 않았다. 현재 쓰카모토역의 위치는 구 사기스초 지역에 해당하지만, 역의 개업은 오사카시 편입 후인 1934년이다. 
한신 본선은 1905년에 개통되어 정의 남쪽 끝에서 서쪽 끝을 오사카시와 경계를 이루며 달렸다. 정내에 요도가와역이 설치되었다. 또한 노다역(노다한신)은 정과 오사카시의 경계 부근(오사카시 쪽)에 위치했다.
한신 기타오사카선은 1914년에 개통되었다. 노다한신을 기점으로 에비에강을 북쪽으로 진행하여 요도가와강 남쪽에서 동쪽으로 방향을 틀어 우라에, 오오니를 거쳐 나카쓰, 덴로쿠에 이르는 노선이었다. 또한 한신 국도선은 노다한신을 기점으로 에비에의 서쪽을 북서 방향으로 관통하여 니시나리 대교(현재의 요도가와 대교)를 거쳐 우지마무라노리 방면으로 이어졌다.

## 역사
- 1889년 4월 1일 - 정촌제 시행에 의해 니시나리군 사기스촌이 성립하였다.
- 1911년 2월 11일 - 정으로 승격해 사기스정이 되었다.
- 1925년 4월 1일 - 오사카시에 편입해 니시요도가와구 오닌초, 우라에초, 에비에초, 쓰카모토초가 되었다. 사기스초 정사무소는 신설된 니시요도가와 구청으로 전환되었다.

## 참고문헌
- 西成郡鷺洲町役場『鷺洲町史』1925年。NDLJP:1019724。
- 大阪都市協会『大淀区史』大淀区コミュニティ協会・大淀区史編集委員会、1988年。
- 大阪都市協会『福島区史』福島区制施行五十周年記念事業実行委員会、1993年。
- 大阪都市協会『西淀川区史』1996年。